# Jakov Alfejev
Jakov Alfejev, poznat i kao Jakov mlađi, sin Alfejev, jedan od Isusove dvanaestorice apostola.

## Životopis
Rođen je u Galileji od oca Alfeja i majke Marije Kleofine. Naziva ga se Jakov mlađi, kako bi ga se razlikovalo od Jakova Zebedejeva (starijeg), također apostola.
Smatra se dad je propovijedao u Elvtoropolju i okolini te u Egiptu. Sveti Pavao ga uz Jakova i Petra naziva stupovima Crkve. Bio je kasnije prvi biskup Jeruzalema.
Nazivali su ga Jakov Pravedni zbog njegove velike svetosti. Sveti Jeronim navodi kako je bio tako svet da su se ljudi trudili dodirnuti rub njegova plašta.
Prema predaji Židovi su ga zamolili da se popne na vrh Hrama te narodu navjesti kako priča o Isusu nije istinita. Nakon što je on to odbio, bacili su ga s krova Hrama.

## Štovanje
Spomendan mu je 3. svibnja zajedno sa sv. Filipom.
U Hrvatskoj postoji mjesto Sveti Filip i Jakov, u kojem se nalazila istoimena crkva iz 13. stoljeća.

### Članci
- Dragić, Helena. 2022. Apostoli sv. Filip i Jakov Alfejev u hagiografiji i poeziji Marka Marulića. Nova prisutnost. Kršćanski akademski krug. Zagreb. 10 (1): 89–101